# James Dunn (teólogo)
James D. G. ("Jimmy") Dunn (n. 1939) foi um teólogo britânico metodista.